# Hôtel de ville de Londres (Southwark)
Pour les articles homonymes, voir Hôtel de ville de Londres.
Pour le nouveau siège de l'Autorité du Grand Londres, voir Hôtel de ville de Londres (Newham).
L'hôtel de ville de Londres (en anglais, London City Hall) était le siège de l'Autorité du Grand Londres et de ses organes que sont le maire et l'Assemblée jusqu'à son déménagement pour un bâtiment situé a Newham en 2022.

## Situation
L'édifice est situé sur la berge sud de la Tamise près du Tower Bridge dans le quartier de Bermondsey et le district de Southwark.

## Historique
Dessiné par l'architecte Norman Foster, il est inauguré en juillet 2002

## Description
Le bâtiment a la forme d'un bulbe, spécialement dessiné pour réduire sa surface et ainsi favoriser les économies d'énergie. Sa forme a souvent été comparée à celle du casque de Dark Vador, à un casque des Daft Punk, à un œuf mal formé, à un cloporte ou encore à un casque de moto. L'ancien maire de Londres, Ken Livingstone, lui a donné le surnom de « glass testicle » (testicule de verre). Les architectes avaient imaginé ce bâtiment comme une sphère géante suspendue au-dessus de la Tamise mais ont finalement choisi une forme plus conventionnelle. Cependant, le bâtiment ne possède pas de façade avant, ni de façade arrière comme un bâtiment classique et sa forme dérive de celle d'une sphère. Il mesure 45 mètres de haut (10 étages). Le bâtiment a été construit pour être le plus « vert » possible. En effet, il est directement exposé aux rayons du soleil. Sa forme géométrique, dérivée d’une sphère, ainsi que les fonctionnalités internes du bâtiment ont été pensées de manière à fournir le meilleur rendement énergétique. On estime que le bâtiment consomme un quart de l’énergie consommé par un bâtiment classique de la même taille. De plus, il utilise de l’eau froide provenant du sol pour se ventiler (pas de ventilation électrique). Après avoir servi pour la ventilation, cette même eau est injectée dans les chasses d’eau des toilettes. Dans les bureaux, la chaleur dégagée par les ordinateurs et les lumières est recyclée.
En août 2007, des panneaux solaires ont été installés.